# Timon iz Atene
Timon iz Atene ili Timon Atenjanin (straogrčki: Тίμων ὁ Aϑηναῖoς, Tímōn ho Athēnaĩos) bio je legendarni atenski mizantrop iz 5. stoljeća pr. Kr. Prema starogrčkome povjesničaru Plutarhu, Timon Atenjanin živio je tijekom Peloponeskoga rata (431. pr. Kr. – 404. pr. Kr.).

## Životopis
Prema Lukijanu, Timon je u mladosti bio bogataš, ali je rasuo imetak na prijatelje. Osiromašen i ostavljen od svih, zamrzio je ljude i svoj grad.
Aristofan i Platon spominju Timona kao ljutitog mrzitelja čovječanstva koji je poštovao Alkibijada jer je točno predviđao da će jednoga dana Alkibijad donijeti štetu Ateni.

## Kulturne reference
- U Lizistrati ženski zbor tvrdi da je Timon mrzio muškarce, a prema žena se ponašao prijateljski i ljubazno.
- Prema Strabonu (Geografija XVII.9) Marko Antonije je nakon poraza u Bitci kod Akcije (2. rujna 31. pr. Kr.) sagradio utočište na kraju mola u aleksandrijskoj luci koju je nazvao Timonium, po Timonu iz Atene, jer je Marko Antonije sebe smatrao kao Timona, napuštenog od prijatelja te je htio živjeti u samoći do kraja svojega života.
- Timon iz Atene glavni je lik Shakespeareove drame Timon Atenjanin.